# Port of Miami
Port of Miami is het eerste muziekalbum van de Amerikaanse rapper Rick Ross. De eerste single van het album is "Push It". Daarnaast staat het nummer "Hustlin'" ook op het album. Enkele producers zijn DJ Khaled, The Runners en J.R. Rotem. Het album werd op 8 augustus 2006 uitgegeven.

## Nummers
| #   | Single                                       | Producent    | Duur |
| --- | -------------------------------------------- | ------------ | ---- |
| 1.  | "Intro"                                      |              | 0:24 |
| 2.  | "Push It" (ft. Paul Engemann)                | J.R. Rotem   | 3:28 |
| 3.  | "Blow" (ft. Dre)                             | Cool and Dre | 4:10 |
| 4.  | "Hustlin'"                                   | The Runners  | 4:14 |
| 5.  | "Cross That Line" (ft. Akon)                 | Akon         | 4:33 |
| 6.  | "I'm Bad"                                    |              | 3:53 |
| 7.  | "Boss" (ft. Dre)                             | Cool and Dre | 4:40 |
| 8.  | "For Da Low"                                 | Jazze Pha    | 4:21 |
| 9.  | "Where My Money"                             | The Runners  | 4:31 |
| 10. | "Get Away" (ft. Mario Winans)                | Mario Winans | 4:06 |
| 11. | "Hit U From The Back" (ft. Rodney)           | The Runners  | 5:05 |
| 12. | "White House"                                | DJ Toomp     | 4:01 |
| 13. | "Pots And Pans" (ft. J Rock)                 | J Rock       | 4:35 |
| 14. | "It's My Time" (ft. Lyfe Jennings)           | The Runners  | 4:15 |
| 15. | "Street Life" (ft. Lloyd)                    | Big Reese    | 4:07 |
| 16. | "Hustlin' (Remix)" (ft. Jay-Z & Young Jeezy) | The Runners  | 4:44 |
| 17. | "It Ain't A Problem" (ft. Carol City Cartel) | J. Venom     | 3:47 |
| 18. | "I'm A G" (ft. Lil' Wayne & Brisco)          | DJ Khaled    | 4:15 |
| 19. | "Prayer"                                     | J Rock       | 4:08 |